# Nicolas Jouxtel
Pour les articles homonymes, voir Jouxtel.
Nicolas Jouxtel est un acteur français né le 24 janvier 1995 à Pontoise.
Il a fait sa première apparition au cinéma en 2003, dans le film Podium de Yann Moix, où il interprétait le fils de Bernard Frédéric, alias Benoît Poelvoorde. On le voit rarement à la télévision, mais il est apparu dans l'émission On ne peut pas plaire à tout le monde en 2004. Il est en particulier connu pour avoir interprété le rôle de Samuel dans le film Coco en 2009.

## Filmographie

### Cinéma

#### Longs métrages
- 2004 : Podium de Yann Moix : Sébastien
- 2005 : Les Enfants, de Christian Vincent : Tom
- 2006 : Mes copines de Sylvie Ayme : le petit frère de Manon
- 2007 : Je déteste les enfants des autres d'Anne Fassio : Paolo
- 2009 : Coco de Gad Elmaleh : Samuel le fils de Coco

#### Court métrage
- 2006 : Sable noir - Corps étranger

### Télévision
- 2004 : Ma meilleure amie : Grégoire
- 2005 : Inséparables - Les drôles de zèbres
  - Inséparables - Tout nouveau tout beau !
- 2006 : Inséparables - Nouveaux départs : Oscar